# Idiomas de España

Aproximación a las lenguas maternas o iniciales de España. Castellano (verde claro), hablado en todo el país; gallego, portugués y fala (azul); catalán/valenciano (naranja oscuro); euskera (gris), aranés (rojo); asturleonés (verde oscuro); y aragonés (amarillo). Los límites geográficos entre lenguas pueden ser imprecisos, especialmente entre castellano y asturleonés y entre castellano y aragonés.

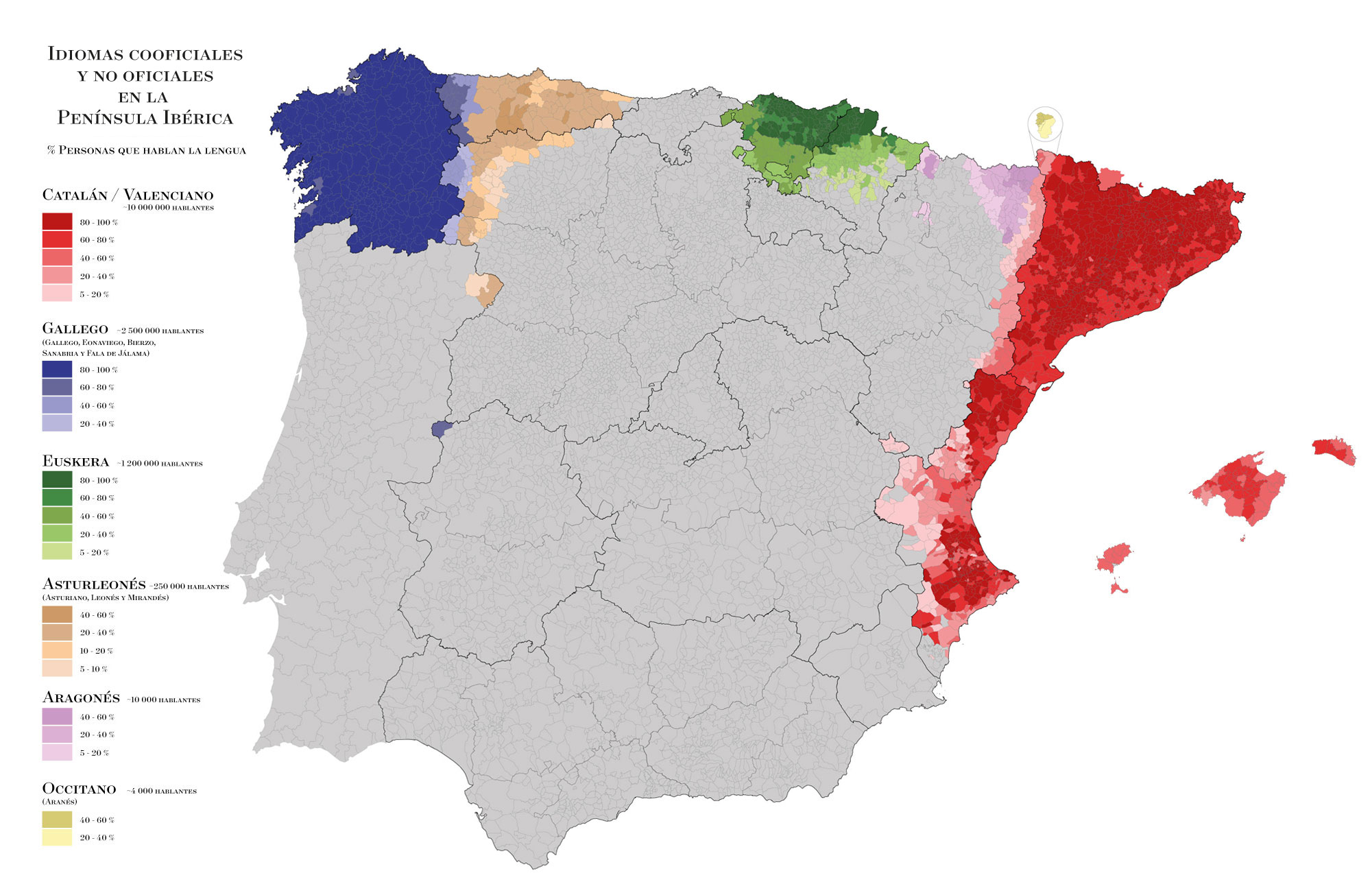
Porcentaje de personas que conocen la lengua cooficial regional.

En España se hablan varias lenguas vernáculas. El castellano o español, idioma oficial en todo el país, es la lengua materna predominante en casi todas las comunidades autónomas de España y es hablado por el 98,9 % de la población española. En España se suele denominar a la lengua principal como castellano y no como español para así diferenciar a la lengua principal de otras lenguas que también son españolas. Seis de las diecinueve ciudades y comunidades autónomas de España tienen además, junto con el castellano, otras lenguas como oficiales en sus respectivas comunidades. El bilingüismo en distintos grados y en distintas situaciones comunicativas entre el castellano y otra lengua es una práctica habitual por parte de muchos de los españoles que residen en alguna de estas comunidades autónomas.
En el 2019, según la encuesta Pew, las lenguas habladas en casa eran el español en el 81% de los hogares, el catalán/valenciano en el 12% (8% de catalán y 4% de valenciano), el gallego en el 3%, el euskera en el 1% y el restante por otras lenguas.
Por comunidades autónomas, el gallego puede hablarlo el 89% de la población de Galicia, el catalán el 85% de la población de Cataluña y el 63,1% de las Islas Baleares, el valenciano el 51,8% de la Comunidad Valenciana y el euskera el 55,1% del País Vasco y el 21,7% de Navarra. En cuanto a lenguas maternas únicamente, el gallego es la del 82,8 % de los residentes en Galicia, el catalán la del 55,5 % en Cataluña y del 42,9 % en las Islas Baleares, el valenciano del 35,2 % en la Comunidad Valenciana, y el euskera es la lengua materna del 33,7 % en el País Vasco y el 14,6 % en Navarra.
Salvo el euskera, lengua aislada, todas las lenguas vernáculas habladas actualmente en España son lenguas romances, dentro de la familia de las lenguas indoeuropeas. La mayoría pertenecen al subgrupo de las lenguas iberorromances, a excepción del catalán / valenciano y el aranés pertenecientes a las occitanorromances y el aragonés, de adscripción discutida entre un subgrupo y otro.

## Español o castellano
| Idiomas hablados en los hogares españoles (encuesta de Pew de 2019)                            | Idiomas hablados en los hogares españoles (encuesta de Pew de 2019) | Idiomas hablados en los hogares españoles (encuesta de Pew de 2019) | Idiomas hablados en los hogares españoles (encuesta de Pew de 2019) | Idiomas hablados en los hogares españoles (encuesta de Pew de 2019) |
| ---------------------------------------------------------------------------------------------- | ------------------------------------------------------------------- | ------------------------------------------------------------------- | ------------------------------------------------------------------- | ------------------------------------------------------------------- |
| Idioma                                                                                         | Idioma                                                              |                                                                     | Porcentaje                                                          | Porcentaje                                                          |
| Español                                                                                        | Español                                                             |                                                                     | 81%                                                                 | 81%                                                                 |
| Catalán/valenciano*                                                                            | Catalán/valenciano*                                                 |                                                                     | 12%                                                                 | 12%                                                                 |
| Gallego                                                                                        | Gallego                                                             |                                                                     | 3%                                                                  | 3%                                                                  |
| Vasco                                                                                          | Vasco                                                               |                                                                     | 1%                                                                  | 1%                                                                  |
| (*) 4% correspondiente al valenciano. Incluye mallorquín, menorquín, ibicenco y formenterense. |                                                                     |                                                                     |                                                                     |                                                                     |

| Españoles que afirman «hablar bien» las principales lenguas usadas en España (Encuesta del INE de 2021) | Españoles que afirman «hablar bien» las principales lenguas usadas en España (Encuesta del INE de 2021) | Españoles que afirman «hablar bien» las principales lenguas usadas en España (Encuesta del INE de 2021) | Españoles que afirman «hablar bien» las principales lenguas usadas en España (Encuesta del INE de 2021) | Españoles que afirman «hablar bien» las principales lenguas usadas en España (Encuesta del INE de 2021) |
| --- | --- | --- | --- | --- |
| Idioma                                                                                                  | Idioma                                                                                                  | | Porcentaje                                                                                              | Porcentaje                                                                                              |
| Español                                                                                                 | Español                                                                                                 | | 96,0%                                                                                                   | 96,0%                                                                                                   |
| Inglés                                                                                                  | Inglés                                                                                                  | | 14,7%                                                                                                   | 14,7%                                                                                                   |
| Catalán*                                                                                                | Catalán*                                                                                                | | 14,2%                                                                                                   | 14,2%                                                                                                   |
| Valenciano                                                                                              | Valenciano                                                                                              | | 5,6% | 5,6% |
| Gallego                                                                                                 | Gallego                                                                                                 | | 5,2% | 5,2% |
| Francés                                                                                                 | Francés                                                                                                 | | 3,7% | 3,7% |
| Vasco                                                                                                   | Vasco                                                                                                   | | 2,5% | 2,5% |
| (*) incluye mallorquín, menorquín, ibicenco y formenterense.                                            | | | | |

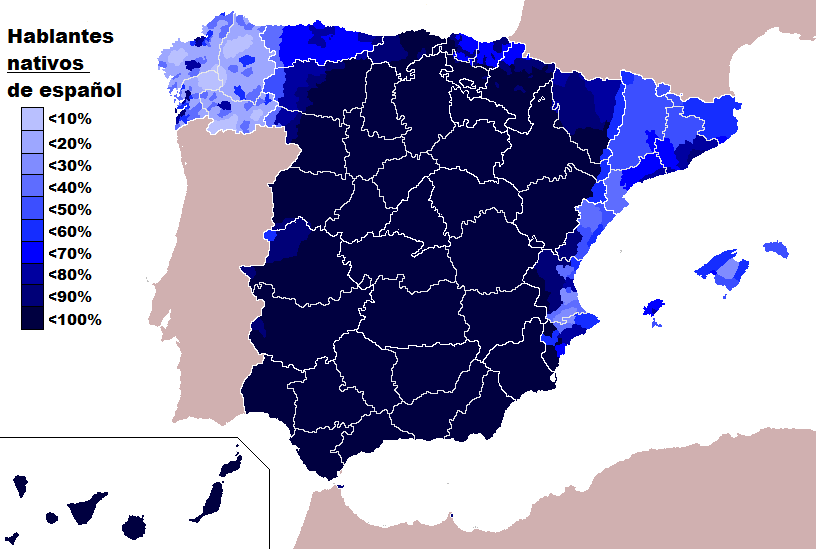
Hablantes nativos (o lengua materna) de español en España y Andorra. El mapa no muestra los hablantes de español como segunda lengua.

El español o castellano es el idioma oficial de todo el país y es el hablado como lengua habitual y materna por el 80% de la población española. España es, después de México, Colombia y los Estados Unidos, el cuarto país del mundo con mayor número de hispanohablantes.
Por ciudades y comunidades autónomas, el castellano es la única lengua oficial en Andalucía, Aragón, Asturias,  Canarias, Cantabria, Castilla-La Mancha, Castilla y León, Ceuta, la Comunidad de Madrid, Extremadura, Melilla, la Región de Murcia, La Rioja y la zona no vascófona de Navarra. Es cooficial junto a otras lenguas en Cataluña, la Comunidad Valenciana, Galicia, las Islas Baleares, País Vasco y la zona vascófona de Navarra. En todas las comunidades autónomas bilingües, salvo en Galicia, el castellano es actualmente la lengua materna de la mayoría de la población y la más utilizada en el hogar, aunque esto se debe en buena parte a los procesos migratorios ocurridos desde mitad del siglo XX.

### Historia
Este predominio del castellano comenzó ya en la Edad Media en el proceso de la Reconquista con la hegemonía tanto política como cultural y económica de, primero el Reino de Castilla (en cuyo entorno nació) y posteriormente de la Corona de Castilla en el entorno peninsular, con el prestigio cultural que ello conllevó, si bien también era hablada en parte de la Corona de Aragón y en el Reino de Navarra, así como la importancia de llegar a ser lengua auxiliar (tanto comercial, de comunicación y diplomática) durante los siglos XVI y XVII. 
En los siglos siguientes el castellano continuó su proceso expansivo a costa de las lenguas limítrofes con ella; esto se muestra de forma acentuada en el caso del idioma leonés y del aragonés, y también en el caso del euskera. Durante la segunda mitad del siglo XX, el franquismo apartó las lenguas regionales de la vida pública y favoreció el uso del castellano, a lo que se unieron los procesos migratorios internos ocurridos también en este siglo y que contribuyeron a la predominancia del castellano. Esta situación cambió con la llegada de la democracia a España y especialmente con la promulgación de la Constitución de 1978 que reconocía la cooficialidad de las lenguas regionales en sus respectivos territorios; a partir de entonces las comunidades autónomas bilingües impulsaron diversas políticas para normalizar el uso de sus lenguas, situación que ha tenido especial éxito en el ámbito educativo.

## Idiomas cooficiales
| Comunidad autónoma   | Lengua vernácula                         | Castellano | Lengua vernácula | Ambas por igual | Otras  |
| -------------------- | ---------------------------------------- | ---------- | ---------------- | --------------- | ------ |
| Cataluña             | Catalán (valenciano) y aranés (occitano) | 52,7 %     | 31,5 %           | 2,8 %           | 10,8 % |
| Comunidad Valenciana | Valenciano (catalán)                     | 61,7 %     | 15,6 %           | 8,5 %           | 14,1 % |
| Galicia              | Gallego                                  | 33,1 %     | 33,9 %           | 29,2 %          | 3,8 %  |
| País Vasco           | Euskera                                  | 76,4 %     | 17,5 %           | 6,0 %           | n/d    |
| Asturias             | Asturiano                                | 58,6 %     | 17,7 %           | 20,1 %          | n/d    |
| Islas Baleares       | Catalán                                  | 59,3 %     | 33,2 %           | 8,5 %           | 7,5 %  |
| Navarra              | Euskera                                  | 91,9 %     | 6,1 %            | 2,8 %           | n/d    |
| Aragón               | Aragonés y catalán                       | 93,9%      | 6,1%             | 5,0%            | n/d    |

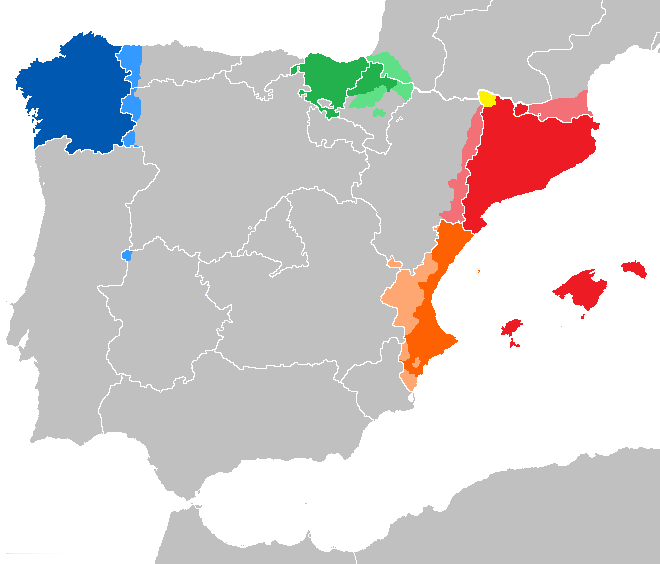
Lenguas cooficiales en España, Andorra y Francia :
Gallego oficial.
Gallego reconocido pero no oficial.
Euskera oficial.
Euskera reconocido pero no oficial.
Aranés oficial.
Catalán oficial.
Catalán lengua histórica pero no oficial.
Valenciano oficial.
Valenciano oficial, pero lengua no histórica.

Los estatutos de autonomía han establecido los siguientes idiomas oficiales en sus respectivos territorios: catalán en Cataluña y en las Islas Baleares, valenciano en la Comunidad Valenciana, gallego en Galicia, euskera en el País Vasco y una parte de Navarra, y aranés en Cataluña. El catalán y el valenciano se consideran dos variedades de la misma lengua.

### Catalán-Valenciano-Balear
El catalán ("català") o valenciano ("valencià") es junto con el castellano idioma oficial en Cataluña, en las Islas Baleares y en la Comunidad Valenciana; en Aragón tiene cierto reconocimiento oficial, ya que el estatuto de autonomía define a las lenguas y modalidades lingüísticas propias como «una de las manifestaciones más destacadas del patrimonio histórico y cultural aragonés y un valor social de respeto, convivencia y entendimiento». En estos territorios el nombre oficial de la lengua es «catalán», salvo en la Comunidad Valenciana, donde el nombre oficial es «valenciano».
- En Cataluña, el catalán presenta dos variedades principales: el catalán central, hablado en las provincias de Barcelona y Gerona y en la mitad oriental de la de Tarragona, y el catalán noroccidental, hablado en la provincia de Lérida y mitad occidental de la provincia de Tarragona. En Cataluña, el castellano es la lengua materna de la mayoría de la población (un 55,0%), el catalán es la lengua materna del 31,6%, y un 3,8% considera a las dos por igual como su lengua materna, según una encuesta realizada en 2008 por el Gobierno de Cataluña.[14] El castellano es predominante en las zonas urbanas, muy especialmente en la región metropolitana de Barcelona y en el Campo de Tarragona (donde en conjunto vive el 76 % de la población catalana), mientras que el catalán lo es en el resto de la comunidad autónoma.

- Por su parte, el catalán hablado en Islas Baleares es una variedad del catalán oriental que presenta unos rasgos muy diferenciados del catalán peninsular (entre los que destaca la preservación del uso alterno de los artículos es/sa y el/la) y recibe el nombre de balear. En las Islas Baleares, el castellano es la lengua materna del 47,7 % de la población, el catalán del 42,6 %, y un 1,8 % tiene las dos lenguas como lenguas maternas, según una encuesta realizada en 2003 por el Gobierno balear.[15] El castellano es la lengua predominante en el área metropolitana de Palma de Mallorca y en Ibiza, mientras que el catalán lo es en Menorca y en las zonas rurales de Mallorca.

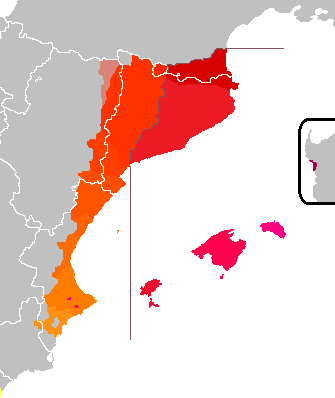
Mapa con las diferentes variedades dialectales.

- En la Comunidad Valenciana, se denomina de forma habitual, tradicional y oficial como valenciano a su lengua propia, aunque lingüísticamente ésta se considera como la variedad dialectal occidental de la lengua catalana hablada en esta comunidad autónoma. Durante el siglo XX, la consideración del valenciano como lengua distinta del catalán o -por otra parte- como variedad del catalán, ha dado lugar a un debate conocido como conflicto lingüístico valenciano. Aun así, la Academia valenciana de la lengua en el dictamen sobre los principios y criterios para la defensa de la denominación y la entidad del valenciano reconoció la unidad de la lengua valenciana-catalana al tiempo que reivindicaba la dualidad onomástica de la misma. El Estatuto de Autonomía de la Comunidad Valenciana reconoce a la Academia valenciana de la lengua como único ente oficial con potestad de normativizar el valenciano en su territorio. [10] En la Comunidad Valenciana se distingue lingüísticamente dos zonas: una monolingüe castellana (que representa un 25% de la superficie regional y donde vive el 13% de la población) y otra bilingüe valenciano/castellano (75% de la superficie, 87% de la población). En la zona bilingüe, el castellano es la lengua hablada en el hogar de forma preferente por el 54,5% de la población, mientras que el valenciano lo es por el 36,4% y un 6,2% usa indistintamente ambas lenguas, según una encuesta realizada en el 2003 por la Generalidad Valenciana.[16] El castellano es predominante en el área metropolitana de Valencia, el área metropolitana de Alicante-Elche y en menor medida, en el área metropolitana de Castellón de la Plana, mientras que el valenciano es predominante en el norte de la provincia de Alicante, el sur de la de Valencia y gran parte de la provincia de Castellón.

Además, dentro de España el catalán también se habla, pero sin ser oficial, en la parte más oriental de Aragón (conocida como Franja de Aragón) y en la comarca de El Carche, en el noreste de la Región de Murcia.
En conjunto, el catalán/valenciano es la lengua hablada en casa de forma preferente por aproximadamente 4 452 000 españoles.

### Gallego

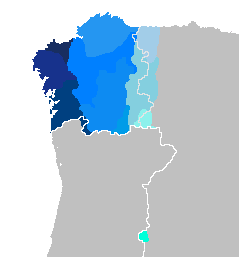
Extensión y variedades del idioma gallego.

Hablantes de gallego como primera lengua según los censos de población y vivienda del Instituto Gallego de Estadística.

El gallego (galego) es cooficial en Galicia (Constitución española de 1978 art. 3.2. y Estatuto de Autonomía de Galicia art. 5). Cuenta igualmente con "respeto y protección" en Castilla y León, conforme al art. 5.3 de la Ley Orgánica 14/2007, de 30 de noviembre, de reforma del Estatuto de Autonomía de Castilla y León. Forma parte, al igual que el castellano, del grupo de idiomas romances ibero-románico y está estrechamente emparentado con el portugués, con el que formó unidad lingüística (gallego-portugués) durante la Edad Media. De hecho, según algunos sigue formándola a día de hoy pese a las diferencias surgidas (ver reintegracionismo). El gallego presenta tres bloques diferentes de habla que cruzan Galicia de oeste a este; son los bloques: occidental, central y oriental, que a su vez se subdividen en distintas áreas.Se habla, además de en Galicia y norte de Portugal, en el occidente de Asturias y de las provincias de León y Zamora. Fuera del noroeste, se encuentra la fala del valle de Jálama en Extremadura, relacionada con el portugués y por tanto también con el gallego.
En Galicia, el gallego es la lengua materna del 42,2% de la población, el castellano del 31,7%, y el 23,7% tiene ambas lenguas como lenguas maternas. Por otro lado, el 51,9% de la población usa habitualmente más el gallego que el castellano, mientras que el 47,4% usa habitualmente de forma predominante el castellano.
Al igual que ocurre en otras Comunidades, el castellano es la lengua más hablada en las zonas urbanas, mientras que el gallego lo es en las zonas rurales. Lugo y Orense son las provincias en las que más personas utilizan el gallego como lengua habitual y predominante, un 69,6% y un 60,8% respectivamente sobre el total de su población. La Coruña (52,5%) y Pontevedra (42%), en las que menos. En conjunto, el gallego es la lengua hablada de forma preferente por aproximadamente 1 332 000 personas. Otros 594 000 lo hablan de manera indistinta con el castellano, y aproximadamente 621 000 hacen un uso preferente de esta última.

### Euskera
El euskera, vasco o vascuence (euskara) es cooficial con el castellano en el País Vasco y en el tercio norte de la Comunidad Foral de Navarra. Además, cabe destacar que dentro del euskera se diferencian seis dialectos (euskalkiak), y una variedad estandarizada, el euskera batúa.

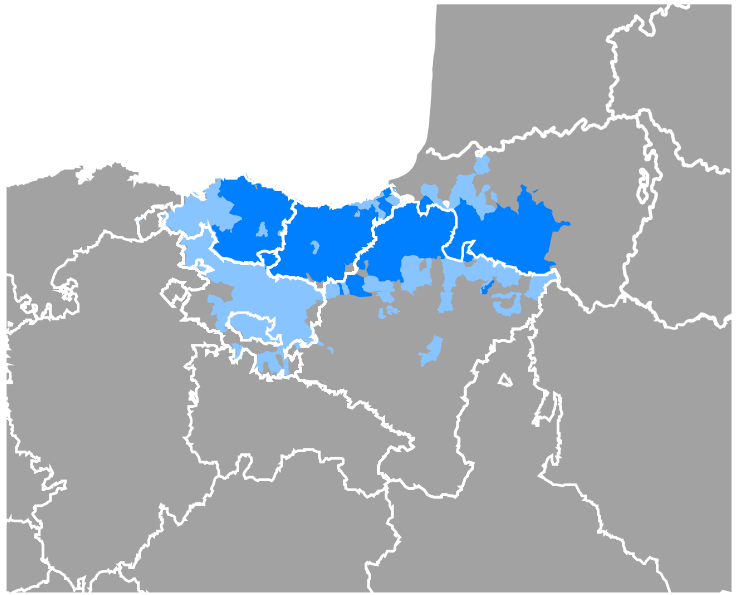
Conocimiento el euskera:
Más del 50% con dominio de la lengua
Más del 10% con dominio de la lengua

- En el País Vasco, el euskera es oficial en toda la comunidad autónoma. En casi toda la provincia de Álava y en la zona occidental de la provincia de Vizcaya esta lengua no se hablaba desde hace varios siglos, por lo que gran parte de la población de esta zona es totalmente castellanohablante (el 66% de la población alavesa en 2011). Las variedades habladas son: el vizcaíno en Vizcaya, norte de Álava y en el oeste de Guipúzcoa; el guipuzcoano en la mayor parte de Guipúzcoa; y el alto-navarro en el extremo oriental de Guipúzcoa. Los datos de la V Encuesta Sociolingüística (2011) realizada por el Gobierno Vasco señalaban que un 32 % de la población mayor de 16 años era vascoparlante bilingüe (600 050 habitantes), un 17,2 % vascoparlante bilingüe pasivo (322 000) y un 50,8 % era castellanohablante exclusivo (951 000).[22]

- En Navarra, el vasco es cooficial en la llamada zona vascófona, constituida por municipios situados en el noroeste de la comunidad autónoma; la principal variedad dialectal existente es la alto-navarra. Al sur y al este de esta zona, otros municipios forman la llamada zona mixta (donde se facilita su uso). Finalmente, la mitad sur del territorio se encuentra dentro de la no vascófona, históricamente de lengua romance (navarro en la Edad Media, y posteriormente castellano). En el conjunto de Navarra, el último estudio sociolingüístico del Instituto Navarro del Vascuence realizado en 2008 indicó que para el conjunto de la población de Navarra el porcentaje de hablantes de euskera era del 11,9 % (además de un 6,2 % adicional de población que no habla el euskera bien a pesar de tener algún conocimiento), frente a un 81,9 % de navarros que eran exclusivamente castellanohablantes.[23]

En conjunto, el vasco es hablado por casi un millón de españoles (el 2,15% de la población).

### Occitano/Aranés

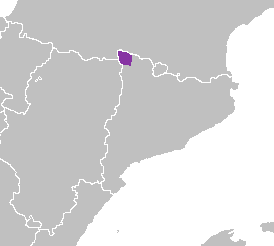
Dialecto aranés del occitano-gascón que tiene reconocimiento oficial en el Valle de Arán.

El aranés (variedad del occitano gascón hablada en el Valle de Arán, localizado en el noroeste de la provincia de Lérida) es oficial en este valle y desde 2006 en toda Cataluña con el nuevo Estatuto de Autonomía. En el Valle de Arán, el castellano es la lengua materna del 38,8% de la población, el aranés del 34,2% y el catalán del 19,4%, según los datos del censo de 2001. El aranés es la lengua materna de cerca de 2800 personas, lo que representa un 0,007% de la población de España.

## Idiomas protegidos (no oficiales)
El aragonés y el asturleonés (que puede incluir, según algunos autores, el cántabro e incluso el extremeño) pertenecientes al grupo romance occidental, son aún hablados de manera minoritaria en algunas zonas de España; ambos fueron declarados lenguas en peligro de extinción por la Unesco a finales del siglo XX.
Las dos lenguas están reconocidas en sus respectivas regiones, el aragonés se reconoce como «lengua propia, original e histórica» de Aragón a través de la Ley de Lenguas; el asturleones está regulado por ley en el Principado de Asturias y en Castilla y León se considera el leonés parte del patrimonio lingüístico a través del nuevo Estatuto de Autonomía de Castilla y León.

### Aragonés

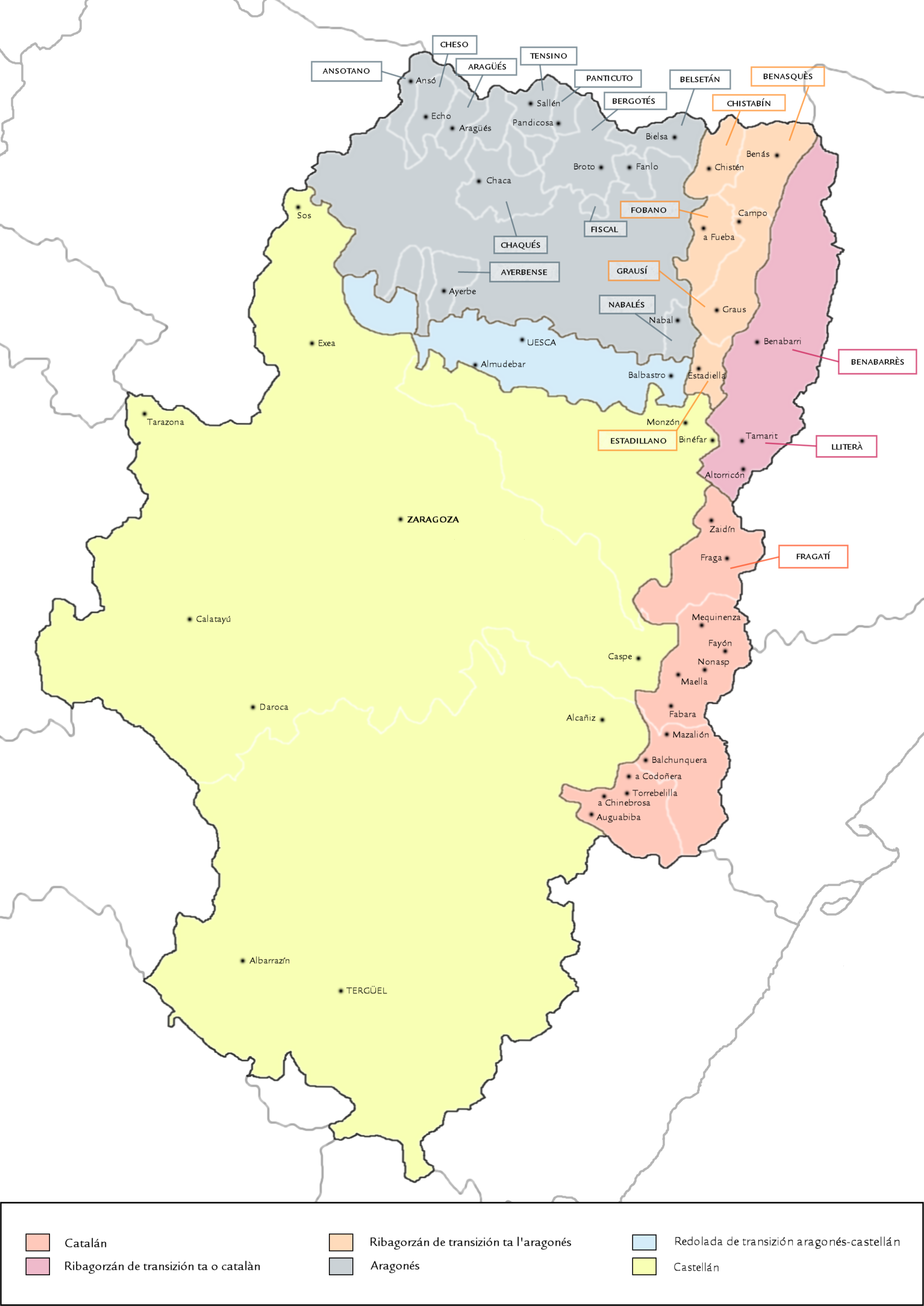
Los dialectos del aragonés en gris, azul y naranja.

El aragonés (aragonés), también mal llamado informalmente fabla (referido a una variedad lingüística de la propia lengua, y por tanto, no es un término muy aceptado hoy en día), era hablado en la Edad Media en los Reinos de Aragón y de Valencia. 
Actualmente la lengua se habla principalmente en los valles del Pirineo aragonés y, con un grado creciente de castellanización, se extiende poco más del sur de la ciudad de Huesca. En estas áreas se puede decir que se conserva el aragonés, con mayor o menor vitalidad. Desde finales del siglo XX se ha llevado a cabo una notable revitalización como la creación de asociaciones defensoras y promotoras del idioma, unificación de unas normas ortográficas consensuadas, e incluso se llevó un intento de su cooficialidad en varios municipios del Alto Aragón.
Hay varias asociaciones que regulan la lengua, entre las que destacan la Academia de l'Aragonés, el Consello d'a Fabla Aragonesa que son las mayoritarias pero también está la Sociedat de Lingüística Aragonesa.
La lengua estaba regulada inicialmente por la Academia d'a Luenga Aragonesa, inaugurada en mayo de 2011, y posteriormente por la Academia Aragonesa de la Lengua. La Ley de Lenguas de Aragón de 2009 define que los idiomas aragonés y catalán son «lenguas propias originales e históricas» de la comunidad autónoma de Aragón. Una posterior Ley de Lenguas de 2013 modificó algunos aspectos de la de 2009. La ley no declara explícitamente la oficialidad de estos idiomas, tal y como preveía que lo haría la ley de lenguas, según disponía la Ley de Patrimonio Cultural Aragonés de 1999.
Se estima que es hablado por 25.556 personas, 56.235 incluyendo a hablantes pasivos.
Sus variedades dialectales son:
- Aragonés central (belsetán, chistabino, tensino, pandicuto, bergotés);
- Aragonés oriental (benasqués, grausino, ribagorzano, fobano, chistabino);
- Aragonés meridional (ayerbense, somontanés).

### Asturleonés

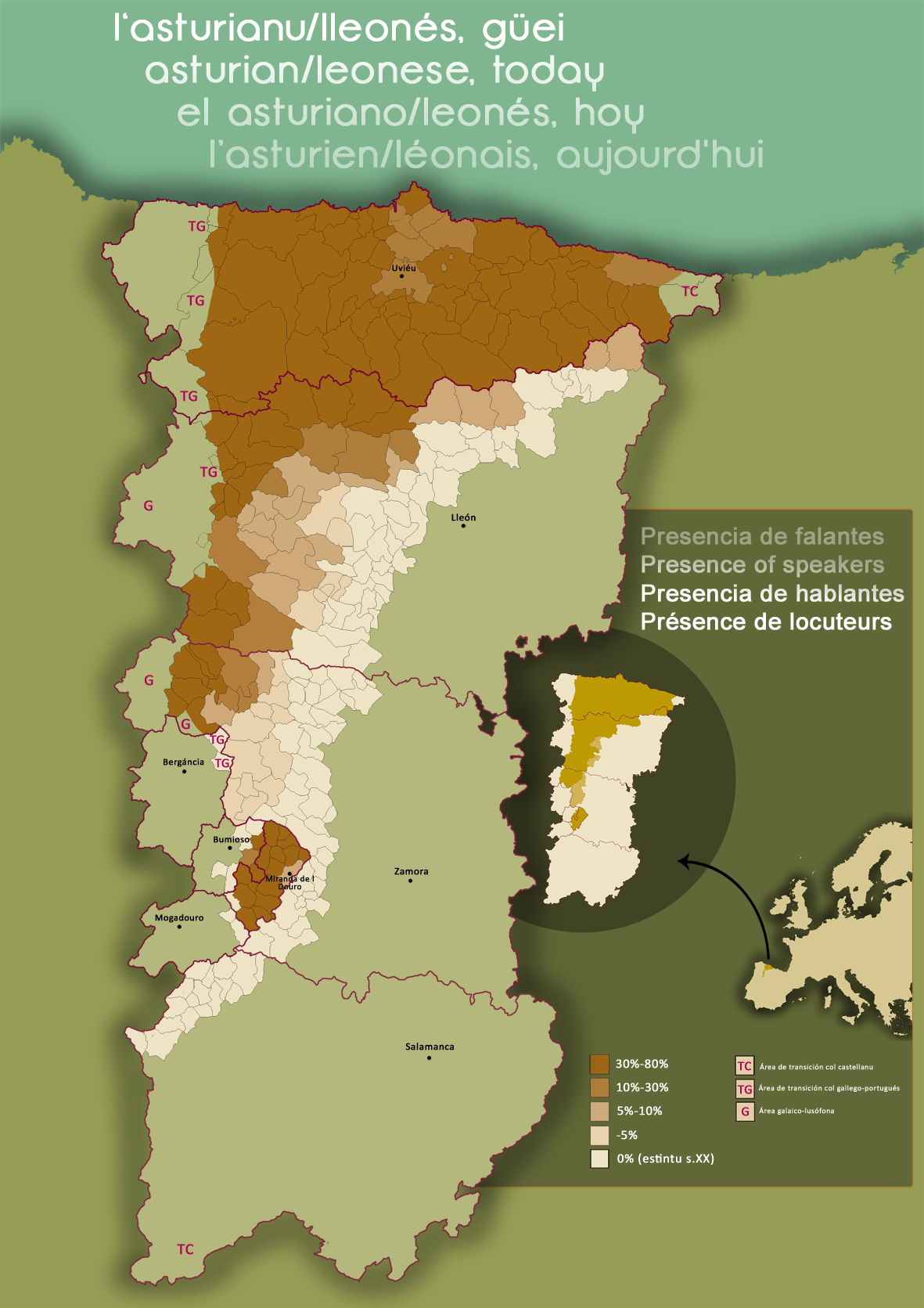
Mapa del porcentaje de hablantes de asturleonés por municipios (2012).

El asturleonés se habla en Asturias, con el nombre de asturiano o bable (asturianu); con el nombre de leonés (llionés), en parte de las provincias de León y Zamora; y con el nombre de mirandés (mirandés), en la comarca portuguesa de Miranda do Douro. Algunos autores incluyen también dentro de este dominio lingüístico el cántabro o montañés de Cantabria, y también las hablas de partes de Extremadura y la provincia de Salamanca (generalmente conocidas como extremeño); sin embargo autores modernos como Héctor García Gil no los incluyen dentro del dominio lingüístico nuclear asturleonés.
Su uso está regulado por ley en el Principado de Asturias y su ortografía, léxico y gramática por la Academia de la Lengua Asturiana, que sin embargo no goza de fuerza vinculante para las otras zonas donde se habla; en Castilla y León el nuevo Estatuto de Autonomía considera el leonés parte del patrimonio lingüístico de la Comunidad y, como tal, establece que será objeto de protección y promoción por parte de las instituciones, quedando tales medidas a expensas de un posterior desarrollo legal; y en Miranda, donde tiene una norma ortográfica basada en la fonética portuguesa, es el único lugar de todo el dominio lingüístico donde es lengua oficial.
El asturleonés cuenta con diversas variedades dialectales, agrupadas en tres bloques o dialectos principales: el occidental, hablado en Asturias, León, Sanabria (Zamora) y la Miranda portuguesa; el central, en buena parte de Asturias y base de la normativa asturiana, y el oriental. Existe en Asturias un debate sobre una posible cooficialidad del asturiano, propuesta apoyada por algunas organizaciones civiles y políticas.
Según un estudio realizado en el año 2003, el asturleonés sería la lengua materna de un 17,7% de la población de Asturias, un 20,1% tendrían asturleonés y castellano como lenguas maternas, mientras que un 58,6% de los asturianos tendrían el castellano como lengua materna.

### Otros (no oficiales ni protegidos)
Otros idiomas hablados por la población española son el caló, jerga de raíz española e influencias romaníes hablada muy minoritariamente por la comunidad gitana, el quinqui, hablado por el pueblo merchero, el rifeño, hablado en Melilla, y el árabe, hablado tanto en Melilla como en Ceuta, en su variante dariya. En Asturias, además del asturleonés, también se habla gallego-asturiano o eonaviego. Incluso, existe un caso en que españoles autóctonos convertidos al islam intentan revivir el árabe andalusí como segunda lengua.

## Variantes, modalidades y enclaves
En esta sección se tratan aspectos relacionados con la variación lingüística, las áreas de transición y los pequeños enclaves de lenguas en el dominio de otra lengua.

### Variedades dialectales del castellano

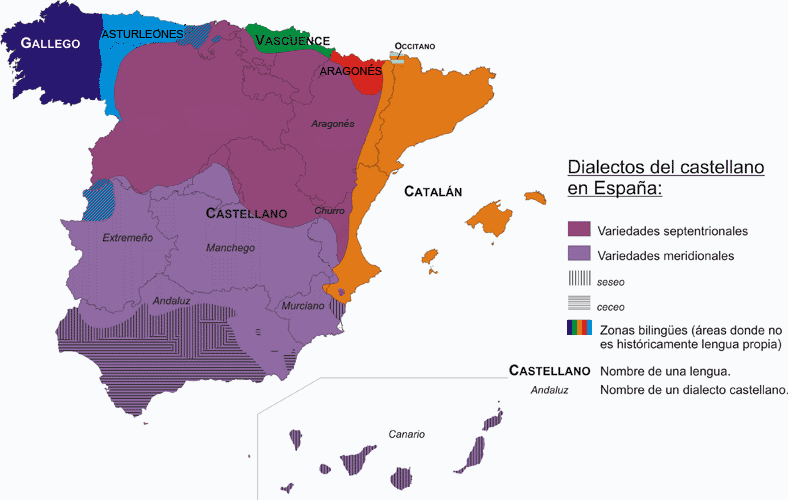
Dialectos del español en España.

Algunas de las variedades dialectales principales del castellano hablado en España:
- Dialecto castellano septentrional, comprende el conjunto de modalidades dialectales del español empleadas en la mitad norte de España, en el área que va desde Cantabria por el norte a Ávila y Cuenca en el sur, limitando al este con el aragonés y con el catalán y por el oeste con el asturleonés.
- Hablas andaluzas, hablado en la mayor parte de Andalucía, y en Ceuta y Melilla, con una gran diversidad de rasgos que se solapan a lo largo del dominio dialectal. Gran parte de los rasgos de los dialectos y variedades lingüísticas del español americano proceden del andaluz occidental, debido al fuerte predominio de los andaluces (sobre todo procedentes de las actuales provincias de Huelva, Sevilla y Cádiz), entre los colonizadores europeos de la América hispana, durante casi todo el periodo colonial. Rasgos como el ceceo/seseo, la aspiración de eses finales, la fricativización de la Ch, la igualación de l y r implosivas, etc, que dominan amplias zonas dialectales del español americano, se documentan por vez primera en Andalucía. Dentro del andaluz se suelen distinguir dos grandes zonas: la occidental y la oriental. La zona occidental comprende las provincias de Huelva, Sevilla, Cádiz y la parte occidental de las de Córdoba (Valle del Guadalquivir), Málaga y Ceuta. La zona oriental se extiende por las provincias de Jaén, Granada, Almería y la parte oriental de Córdoba y Málaga, adentrándose incluso en la provincia de Murcia y Melilla. La extensión de la adscripción de dialecto andaluz a hablas de fuera de Andalucía (andaluz occidental adentrándose en la provincia de Badajoz o andaluz oriental adentrándose en Murcia) o de ciertas zonas rayanas de Andalucía depende de los criterios escogidos para definir el dialecto andaluz.
- Hablas canarias, que tomaron gran parte de las características del andaluz en su variante sevillana (seseo, aspiración de las eses finales, uso exclusivo de ustedes, etc.), debido al predominio de los andaluces entre los primeros conquistadores y pobladores peninsulares. La modalidad lingüística hablada en Canarias posee influencias del portugués y numerosos anglicismos.
- Dialecto murciano es el dialecto histórico del español que comprende la Región de Murcia, zonas del sur de la provincia de Alicante y partes del sur y este de la provincia de Albacete. Los rasgos presentan una gran heterogeneidad, encontrándose bastantes latinismos, arabismos, mozarabismos, aragonesismos, occitanismos, catalanismos y arcaísmos del romance. En las comarcas del Campo de Cartagena y en la Vega Baja del Segura se tiene presencia del seseo y en el habla de la Huerta de Murcia, llamada "panocho", numerosos casos de ceceo. Presenta características similares a las hablas del este de Andalucía (provincias de Almería y Granada). A pesar de existir una literatura viva en murciano que cada poco da frutos, comenzó un declive en picado desde comienzos del siglo XX, quedando actualmente las hablas más tradicionales casi extintas y muy marginadas. La mayoría de la población actualmente habla una modalidad transicional entre el dialecto histórico y el estándar en la cual los rasgos de uno y otro tipo se alternan, sobresalen unos más que otros, tienen más o menos predominio o unos son más abundantes y frecuentes que otros.

- Castúo (medioextremeño y bajoextremeño), hablas castellanas con rasgos meridionales de tránsito con el leonés (o extremeño), en Extremadura.
- Hablas riojanas, de influencia navarroaragonesa por el oriente, vasca por el norte y asturleonesa por el occidente.
- En Cantalejo (Segovia) existe la Gacería, una variante lingüística de procedencia discutida y con origen en la Edad Media.[34][35]

Además de las anteriores existen algunos dialectos de transición entre las áreas anteriores.

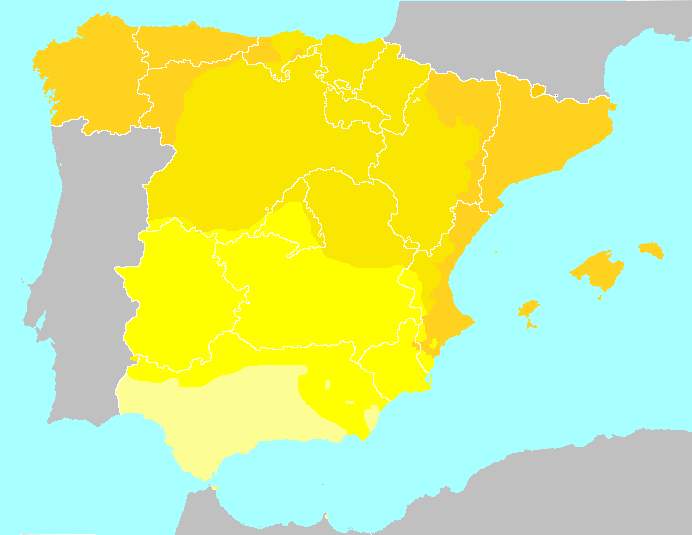
(zonas bilingües)     Septentrional     Dialectos de transición     Dialecto andaluz
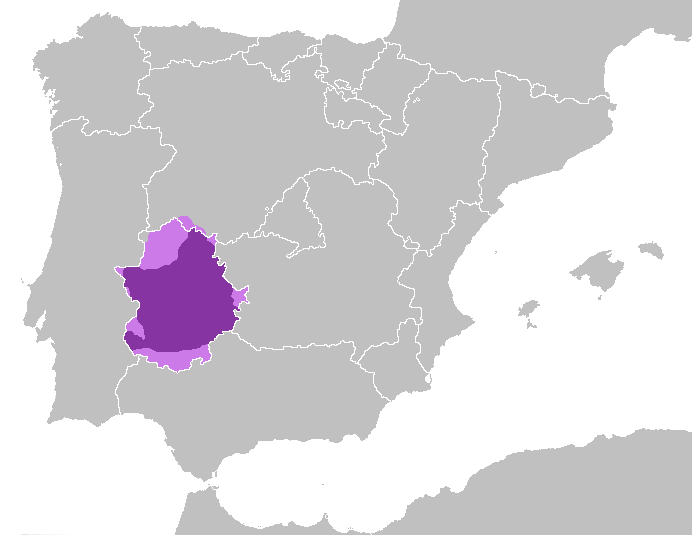
Dialecto extremeño
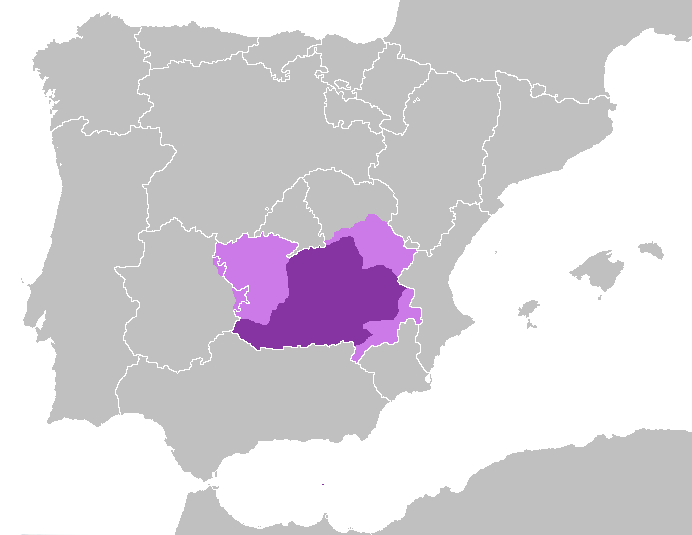
Dialecto manchego
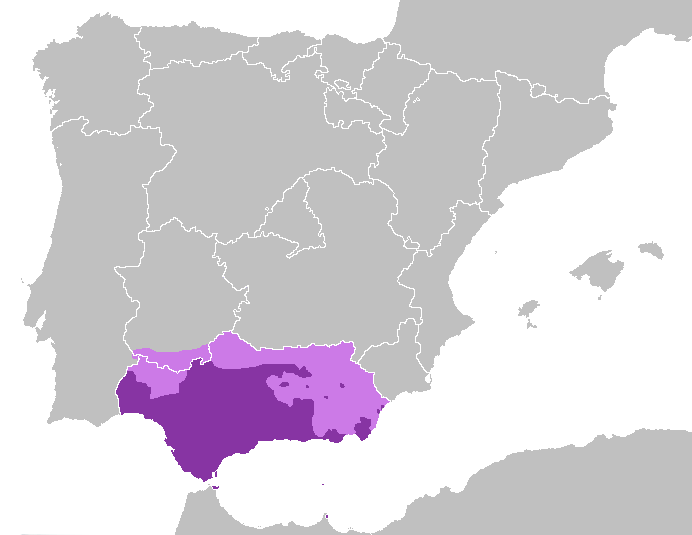
Dialecto andaluz
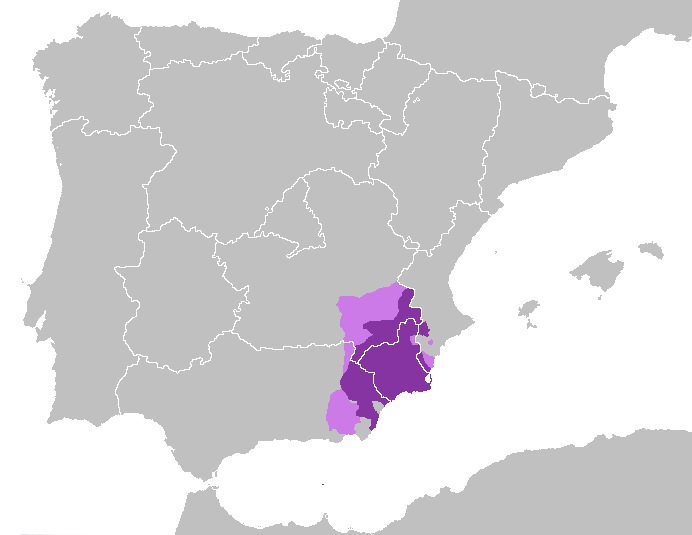
Dialecto murciano

### Modalidades lingüísticas de transición

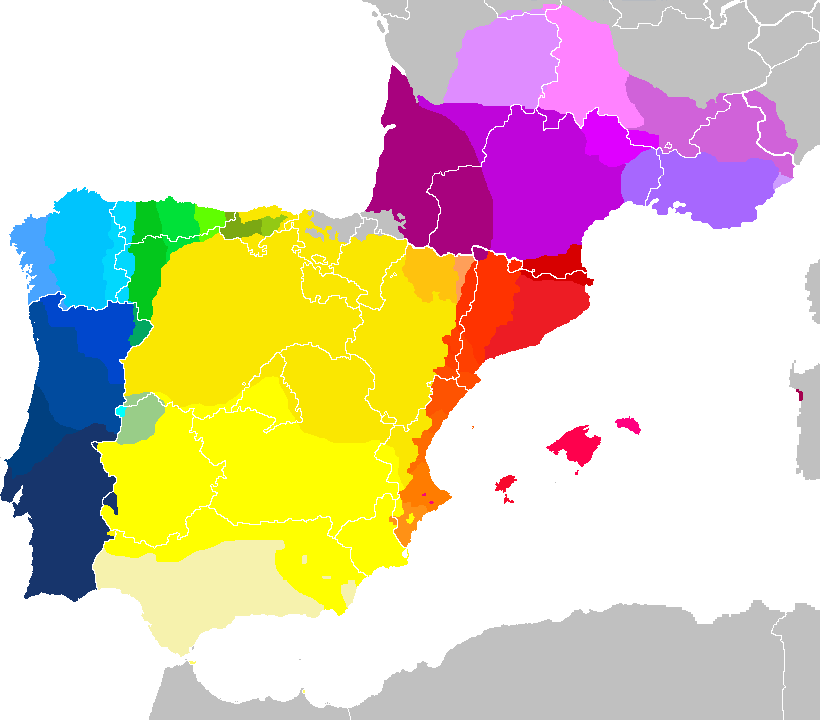
Dialectología de las lenguas iberorromances y occitanorrománicas.

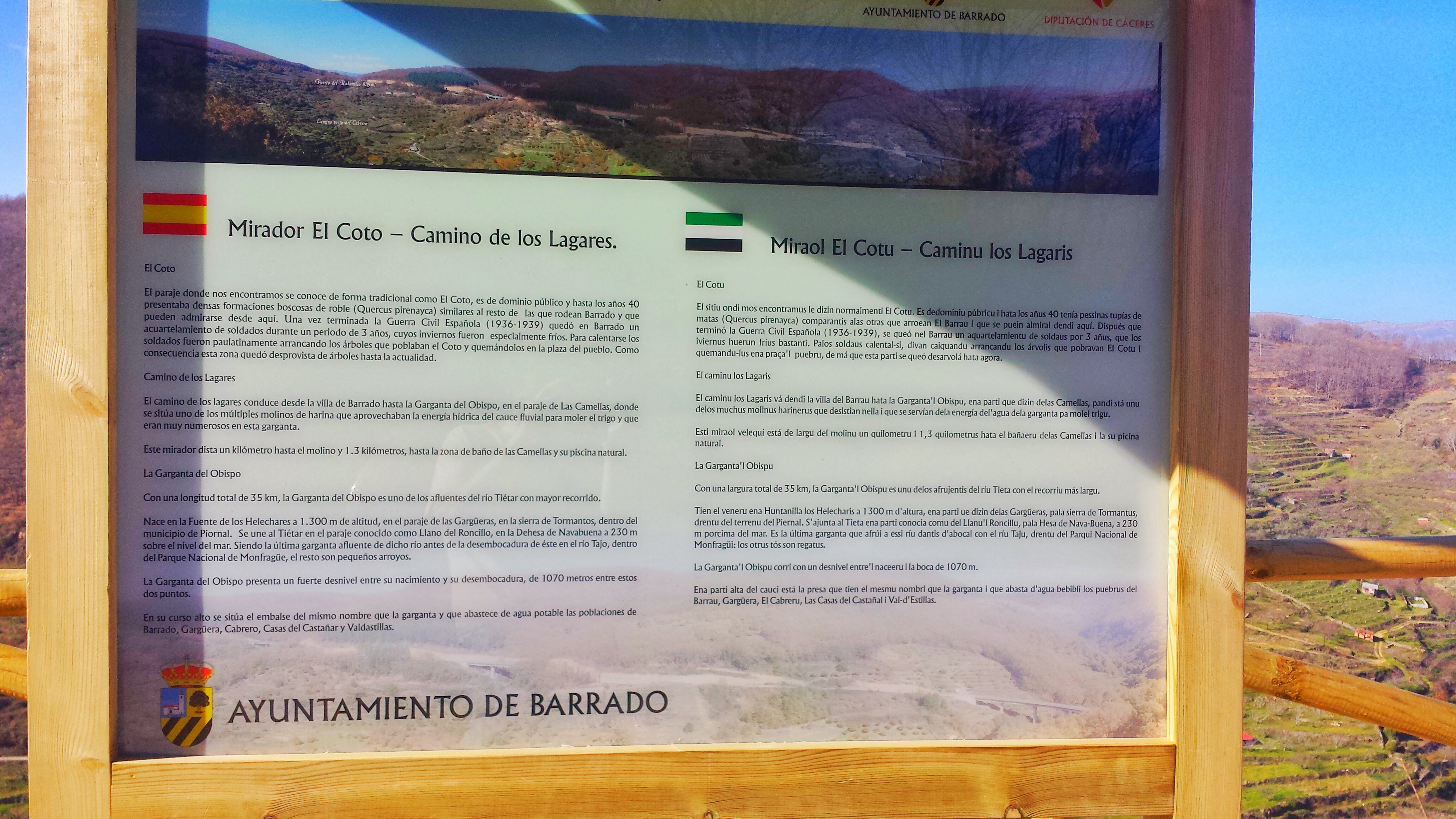
Cartel turístico en bilingüe español-extremeño.

Como hablas de transición se conoce a aquellas que presentan rasgos de dos idiomas vecinos y que no tienen respecto de ellos suficiente autonomía léxica, gramatical o fonética:
- El cántabro (del asturleonés con el castellano), en Cantabria y en ciertos lugares del extremo este de Asturias y del oeste de Vizcaya.
- El extremeño o altoextremeño (del asturleonés con el castellano en sus variantes meridionales, que es considerado como lengua por ciertas organizaciones, especialmente organizaciones internacionales, y en virtud de ello posee su propio código ISO 639-3 -ext en concreto-[36]), en el noroeste y norte-centro de Cáceres y en algunos pueblos del sur de la provincia de Salamanca.
- El eonaviego (del asturleonés con el gallego), en la región de Asturias llamada Eo-Navia, si bien es considerado por la Real Academia Gallega como gallego y por la Academia de la Lengua Asturiana como una lengua de transición (gallego-asturiano).
- El portugués de Firrera, hablado en Herrera de Alcántara (provincia de Cáceres), variedad dialectal del portugués antiguo con un alto grado de castellanización.
- La fala de Jálama (denominada a veces xalimegu o galaico-extremeño,[37] hablada en las localidades de Eljas, Valverde del Fresno y San Martín de Trevejo (situadas en el valle de Jálama, en el noroeste de la provincia de Cáceres), presentándose ciertas peculiaridades en cada uno de estos pueblos. Se trata de una modalidad lingüística de base galaicoportuguesa con rasgos comunes tanto con el gallego como con el portugués y con una gran influencia del castellano y el altoextremeño.
- El benasqués (del aragonés con el catalán), clasificado generalmente entre los dialectos del aragonés oriental, su estatus, sin embargo, es de transición con los dialectos catalanes hablados en Aragón, habiendo incluso algún filólogo como José Antonio Saura que defiende que es una microlengua con entidad propia.

### Enclaves lingüísticos
- el catalán, en las comarcas más orientales de Aragón limítrofes con Cataluña. Constituye una variedad del catalán noroccidental y es hablado por cerca de 30 000 personas.[38][39] Véase también Lengua catalana en la Franja de Aragón. Cabe destacar que bajo este epígrafe está en realidad recogido un abanico muy amplio de variedades y evoluciones, con distintas variantes según la zona geográfica.

- de forma testimonial, el valenciano en algunas pedanías de la sierra del Carche, sierra del noreste de la Región de Murcia limítrofe con la Comunidad Valenciana. El valenciano fue llevado por algunas familias de labradores de la fronteriza colindante de Alicante a finales del siglo XIX y principios del siglo XX, despoblándose en gran medida la zona durante los años 1950 y 1960. Las pedanías en las que se considera que existe presencia del valenciano contaban con 697 habitantes en 2006,[40] de los que una parte importante es de habla inglesa, debido a la instalación de residentes británicos durante los años 1990 y 2000.

- el gallego en algunos pueblos de las provincias de León y Zamora colindantes con Galicia. En la parte occidental de Asturias, con el nombre de eonaviego, hay gran controversia sobre si lo que se habla es gallego o son hablas de transición con el asturleonés como se ha señalado en el apartado anterior.

- el portugués, hablado de manera minoritaria en la pequeña localidad de Cedillo (provincia de Cáceres), y, en su dialecto oliventino y con más decadencia, en la comarca de Olivenza (provincia de Badajoz), donde fue la lengua más hablada hasta los años 1940,[41] especialmente en sus aldeas y pedanías pequeñas, pero también se conserva aún entre cierta gente mayor de la propia Olivenza.[42] Igualmente se habla en la también pequeña localidad de La Alamedilla (provincia de Salamanca).

## Lenguas no-orales y signadas

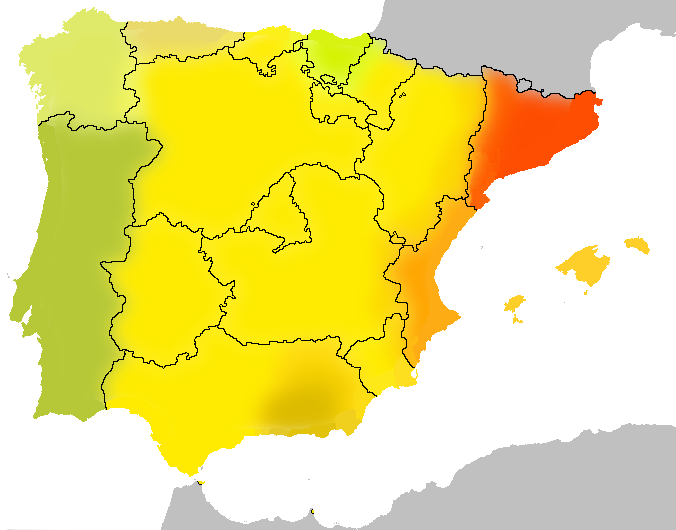
Lenguas de signos en España y Portugal, incluidas las principales variedades geográficas de la LSE.

Isla de La Gomera.

Las lenguas signadas de España están relacionadas y parecen formar un grupo lenguas signadas emparentadas entre sí, que la mayor de parte de especialistas vinculan a la familia de lenguas signadas derivada de la antigua lenguas de señas de Francia. Si bien formalmente la legislación distingue tres lenguas diferentes:
- Lengua de signos española (LSE)
- Lengua de signos catalana (LSC)
- Lengua de signos valenciana (LSCV).

No está claro hasta qué punto representan lenguas claramente diferentes y no simplemente dialectos de la misma lengua. Por otra parte la lengua de signos de Portugal no está relacionada con estas lenguas y parece tener un vínculo de parentesco con la lengua de señas usada en Suecia y Finlandia.

### El silbo gomero
Además de las lenguas signadas que son lenguas naturales, frecuentemente se añaden formas de comunicación especiales como el silbo gomero, usado tradicionalmente La Gomera y ahora formalmente recogido en la educación de niños y adolescentes. Debe señalarse que el silbo gomero no constituye en sí mismo una lengua sino un procedimiento especial de codificar el castellano en silbidos.

## Lenguas alóctonas

### Lenguas originadas por los procesos migratorios
Debido a la fuerte inmigración que ha recibido España desde los años 1990, han aparecido comunidades relativamente importantes de hablantes de otras lenguas. Según el censo INE del 2006, un 9,68% de la población española es de nacionalidad extranjera. Un 34,5% de estos provienen de Hispanoamérica, razón por la que la lengua más hablada entre los no nacionales residentes en España es el castellano.
Las lenguas más habladas por los ciudadanos no nacionales son, tras el castellano, las siguientes:
- El árabe, principalmente árabe marroquí, es la lengua mayoritaria entre los inmigrantes procedentes del Magreb. En el 2006 había empadronados en España 618 332 ciudadanos de nacionalidad marroquí, argelina, egipcia, siria, libanesa, jordana, tunecina e iraquí. Los árabes se encuentran repartidos por toda España, aunque su presencia es mayor en Ceuta, Cataluña y Andalucía que en otras comunidades.

- El rumano, hablado por la amplia colonia de origen rumano (407 159 empadronados en el 2006, la tercera mayor) y por moldavos (11 330). Son especialmente numerosos en la Comunidad de Madrid, Castilla-La Mancha, Aragón y la Comunidad Valenciana.

- El inglés, hablado principalmente en las provincias de Málaga y de Alicante por ciudadanos originarios del Reino Unido. Existen 315 122 empadronados en España (INE 2006) de nacionalidades británica, irlandesa, estadounidense, canadiense o australiana. Los británicos constituyen más del 30% de la población en numerosos municipios de las costas alicantina y malagueña, donde poseen periódicos y canales de radio propios. Su presencia también es significativa en las Islas Baleares, la Región de Murcia y la provincia de Almería.

- El alemán, hablado fundamentalmente en los archipiélagos balear y canario. Hay, en el 2006, 173 651 ciudadanos empadronados en España de nacionalidades alemana, suiza o austriaca.

- Las lenguas bereberes, habladas por parte de los 563 012 marroquíes que residen en España. El rifeño es la lengua más hablada entre los inmigrantes de Melilla.

- El portugués, hablado por inmigrantes portugueses (principalmente en Galicia y en León) y brasileños (repartidos por toda España). Los empadronados en España de estas dos nacionalidades suman 153 076 en el año 2006.

- El wu, lengua china hablada por la mayoría de los inmigrantes chinos que hay en España, procedentes principalmente de la provincia de Zhejiang. Hay 104 681 ciudadanos de nacionalidad china empadronados en España (2006).

- El búlgaro. Hay 101 617 búlgaros empadronados en España, y es la nacionalidad extranjera predominante en las provincias de Valladolid y Segovia.

- El francés, presente en España desde la Edad Moderna a través de las colonias de comerciantes franceses asentados en ciudades como Cádiz, Sevilla, Alicante o Barcelona. Tras la Guerra de Independencia Argelina, más de 30 000 pieds noirs (franceses de Argelia) se instalaron en España, principalmente en la provincia de Alicante. En España había en el 2006 90 021 empadronados de nacionalidad francesa, 29 526 de nacionalidad belga y 15 385 de nacionalidad suiza. Asimismo, hay muchos inmigrantes de países africanos que han sido colonias francesas o belgas y donde perdura el francés como lengua oficial o importante (Argelia, Marruecos, Senegal...).

- Las lenguas del África subsahariana, entre las que destacan por número de hablantes el fula, el wólof, el mandinga y el soninké.

### Idiomas extranjeros estudiados como segunda lengua
La lengua extranjera más impartida en España es el inglés. Le sigue el francés y, en menor medida, el alemán y el italiano. Hasta los años 1970 el francés era la lengua extranjera más estudiada, pero fue posteriormente adelantada por el inglés. La oferta habitual en la mayoría de los centros educativos españoles es el estudio obligatorio del inglés desde los 8 años de edad (adelantado a los 6 años de edad a partir del curso 2007/2008) y durante la educación secundaria (de 12 a 16 años) y Bachillerato (de 16 a 18 años), a lo que se suma la posibilidad de estudiar de forma optativa el francés durante la educación secundaria.
Sin embargo, no existe un alto porcentaje de personas que dominen estas lenguas. Según una encuesta realizada en el año 2005, tan solo el 27% de los españoles decían tener el suficiente nivel de inglés como para mantener una conversación en esta lengua, y el 12% de mantener una conversación en francés.
Según esta misma encuesta, el 56% de los españoles solo son capaces de mantener una conversación en su lengua materna (frente a un 44% de media en la Unión Europea a 25 miembros); un 44%, en al menos otra lengua aparte de en su lengua materna; y solo un 17% en al menos dos lenguas aparte de su lengua materna. Nótese que para este último dato se comprende también, por ejemplo, la capacidad de hablar en gallego o catalán por una persona cuya lengua materna es el castellano o viceversa.

## Resumen de todas las lenguas

Resumen de las relaciones entre las distintas lenguas vernáculas orales de España y sus dialectos principales.

Idioma oficial.
     Idioma reconocido o protegido pero no oficial.
     Idioma alóctono.
| Idioma               | Nativos    | No nativos | Total      |
| -------------------- | ---------- | ---------- | ---------- |
| Español              | 42.892.934 | 3.679.198  | 46.572.132 |
| Catalán / Valenciano | 3.809.281  | 6.236.609  | 10.045.890 |
| Gallego              | 1.792.497  | ~1.300.000 | 3.000.000  |
| Árabe                | 618.332    |            | 618.333    |
| Rumano               | 418.489    |            | 418.489    |
| Euskera              | 377.159    | 674.232    | 1.051.391  |
| Inglés               | 315.122    |            | 315.122    |
| Alemán               | 173.651    |            | 173.651    |
| Portugués            | 153.076    |            | 153.076    |
| Asturleonés          | 125.000    | ~400.000   | 525.000    |
| Italiano             | 124.013    |            | 124.013    |
| Búlgaro              | 101.617    |            | 101.617    |
| Chino wu             | ~100.000   |            | ~100.000   |
| Francés              | ~100.000   |            | ~100.000   |
| LSE                  | ~25.000    |            | ~100.000   |
| Aragonés             | 25.556     | 31.500     | 56.235     |
| Caló                 | ~50.000    |            | ~50.000    |
| LSC                  | ~12.000    |            | ~25.000    |
| LSV                  | ~15.000    |            | ~15.000    |
| Rifeño               | ~10.000    |            | ~10.000    |
| Aranés               | 2.765      | ~7.000     | ~10.000    |
| Fala                 | ~6000      |            | ~6000      |

## Lenguas desaparecidas
Lo siguiente son lenguas que se hablaban en el pasado en el actual territorio español en la Edad Antigua, Edad Media y Edad Moderna. Estas incluyen lenguas muertas como el latín y el mozárabe, y lenguas paleohispánicas como el íbero, el celtíbero, el lusitano y el tartésico.

### Lenguas habladas en laEdad Antigua

Lenguas paleohispánicas habladas en la península ibérica hacia el 300 a. C.

La única lengua paleohispánica o prerromana que se conserva en nuestros días es el euskera. Las siguientes lenguas desaparecieron con la llegada del latín:
- Celta Galaico
- Celtíbero, lengua indoeuropea de la rama celta. Otras lenguas o dialectos de la rama celta relacionadas con el celtíbero, pero peor documentadas, se hablaban en el centro, norte y oeste de la Península.
- Lusitano, lengua indoeuropea de filiación discutida. La teoría más difundida es que el lusitano fuese una lengua de la rama céltica, pero perteneciente a un subgrupo distinto del celtíbero. Así, los lusitanos se asentaron en la Península en una época anterior al resto de pueblos celtas, por lo que el idioma divergió más rápidamente del resto de lenguas celtas. Los vetones, vecinos de los lusitanos, parece que hablaban también una lengua indoeuropea emparentada con el lusitano.
- Tartésico, lengua de filiación desconocida hablada en la época prerromana en el oeste de Andalucía.
- Aquitano, lengua predecesora del vasco moderno.
- Íbero, lengua de filiación no establecida. Una teoría difundida pero con poca evidencia en su favor, es que estaba emparentada con el antiguo aquitano (hipótesis vascoiberista). El íbero se hablaba en la época prerromana en el este de España.
- Fenicio-púnico, lengua semítica noroccidental. Fue la lengua prerromana de Ibiza tras el establecimiento de colonizaciones fenicias hacia el siglo VIII a. C. Posteriormente, el fenicio fue la lengua hablada por los cartagineses que se asentaron en España en el siglo III a. C.
- Antiguos dialectos griegos, variedades emparentadas con el griego clásico, que se hablaban en las diferentes colonias griegas del Mediterráneo español, particularmente en la costa noreste de la actual Cataluña.
- Latín, lengua indoeuropea de la rama itálica. Los romanos se asentaron por primera vez en España en el 218 a. C. y fueron conquistando paulatinamente la Península hasta el sometimiento efectivo de los últimos pueblos prerromanos en el 17 a. C. Su lengua, el latín, se fue expandiendo en los territorios conquistados mediante la romanización de la sociedad autóctona y la llegada de nuevos pobladores latinos. En la época final del Imperio Romano, el latín había desplazado a todas las lenguas prerromanas, salvo parcialmente al aquitano en algunas zonas alejadas de los centros de poder romanos. Todas las lenguas habladas actualmente en España (salvo el vasco, procedente del aquitano) proceden del latín vulgar. El latín es aún impartido en bachillerato, conservado en numerosas inscripciones y ya apenas utilizado en actos litúrgicos o similares.

### Lenguas habladas en laEdad Media
Durante la Edad Media fueron habladas algunas lenguas posteriormente desaparecidas al ser asimilados sus últimos hablantes a la lengua mayoritaria del territorio:
- Vándalo, lengua germánica hablada por el pueblo de los vándalos, quedó absorbida por la llegada de otros pueblos germanos (y sus lenguas) como los visigodos (godos) y los suevos (germánicos occidentales).
- Gótico fue la lengua germánica que hablaban los visigodos y quedó relegada al ámbito privado siendo progresivamente abandonada en favor de los romances ibéricos.
- Britónico, hablado por los britanos llegados desde Gran Bretaña hasta el norte de Galicia y Asturias, que se expandieron desde Ferrol hasta el Río Navia principalmente y que establecieron una diócesis propia en torno Mondoñedo. Se desconoce en qué momento se dejó de hablar.
- Idioma Alto Alemán Antiguo, hablado por los suevos llegados a la provincia romana de la Gallaecia en el 411 d. C. Sería hablado en un primer momento por toda la masa humilde de los suevos ya que es más probable que la nobleza fuese adoptando el latín con mayor rapidez conforme pasaba el tiempo. Principalmente hablado en las zonas rurales de asentamiento suevo y en las ciudades importantes del Reino Suevo, como Braga, Oporto o Lugo.
- Mozárabe es el nombre dado a las hablas romances de uso corriente entre la población de Al-Ándalus. Era básicamente un conjunto de hablas romances con una gran cantidad de préstamos lingüísticos del árabe. Finalmente fueron perdiendo terreno ante el avance de la Reconquista y su política de repoblación en favor de las lenguas romances cristianas y, en el Emirato de Granada y las Taifas de Valencia y Denia (antes de convertirse en reino cristiano unificado), ante el árabe andalusí.
- Árabe andalusí fue la variante de la lengua árabe hablada en Al-Ándalus, durante los casi ocho siglos de dominio musulmán. Acabó perdiendo la mayor parte de sus hablantes tras la conquista de Granada y la posterior expulsión de los moriscos desplazándose estos al Magreb.
- Guanche, comprende un conjunto de varias lenguas de origen bereber diferentes, habladas en cada una de las Islas Canarias desde varios siglos antes de la conquista castellana del archipiélago.
- Navarroaragonés, lengua románica de la que derivaron el romance navarro y el actual idioma aragonés.

### Lenguas habladas en laEdad Moderna
- Tabarquino, variante del ligur que fue hablada en el siglo XVIII y probablemente principios del XIX en la Isla de Tabarca a unos veinte kilómetros de la ciudad de Alicante. Entre los actuales habitantes de la isla siguen dándose apellidos de origen genovés, por otra parte en la isla de Carloforte y la localidad de Calasetta en el sureste de Cerdeña queda una importante colonia de personas que siguen hablando el ligur tabarquino.

## Lenguas derivadas de lenguas habladas en España
Las siguientes variedades lingüísticas no se hablan en España, pero derivan directamente de lenguas de España:
- Judeoespañol, el idioma, actualmente en proceso de desaparición, hablado por las comunidades judías descendientes de las que habitaron la península ibérica hasta la expulsión de los judíos de 1492, los llamados sefardíes.
- Las distintas lenguas criollas basadas en el español.